# بانوی مجرد حیله‌گر
بانوی مجرد حیله‌گر (کره‌ای: 앙큼한 돌싱녀) یک مجموعه تلویزیونی محصول کره جنوبی سال ۲۰۱۴ با بازی لی مین جونگ و جو سانگ ووک در نقش یک زوج مطلقه است که عشقشان را دوباره آغاز می‌کنند. این مجموعه از ۲۷ فوریه تا ۲۴ آوریل ۲۰۱۴، روزهای چهارشنبه و پنجشنبه ساعت ۲۱:۵۵ (کی‌اس‌تی) از ام‌بی‌سی برای ۱۶ قسمت پخش شد.

## بازیگران

### اصلی
- لی مین جونگ در نقش نا ئه را[۳]
- جو سانگ ووک در نقش چا جونگ وو[۴]
- کیم گیو ری در نقش گوک یو جین
- سو کانگ جون در نقش گوک سونگ هیون